# 크리스틴 보이슨
크리스틴 보이슨(Christine Boisson, 1956년 4월 8일 ~ 2024년 10월 21일)은 프랑스의 배우, 모델, 연극 배우, 영화배우이다.
살롱드프로방스에서 태어났다.

## 방송
- 리포터즈

## 영화
- 카타이 (2010년)
- 국가적 사건 (2009년)
- 여배우에 관한 모든 것 (2009, Le Bal des actrices)
- 애딕티드 (2008년) - 파비엔느 역
- 찰리의 진실 (2002년) - 도미니크 역
- 러브 미 (2000년)
- 투 더 익스트림 (2000, In extremis)
- 섹스 앤 섹슈얼리티 (2000년)
- 페이싱 (2000년)
- Jenatsch (1987)
- 페세지 (1986년)
- Rue du départ (1986)
- 바바르가의 이방인 (1984년)
- 밤에는 자유 (1983년)
- 보디 우먼 (1982년)
- 형사 이야기 (1975년)
- 엠마뉴엘 (1974년)